# Túnel Selatin del 75 Aniversario
El Túnel Selatin del 75 Aniversario (en turco: 75. Yıl Selatin Tüneli) es un túnel vehicular en la autopista E87 O-31 en las provincias fronterizas de Izmir y Aydın, en Turquía occidental.

## Descripción
Se encuentra a 35 kilómetros (22 millas) al noroeste de Aydin y 80 kilómetros (50 millas) al sureste de Izmir, entre las cercanías de Belevi y Germencik. Con una longitud de 3.043 m (9.984 pies), fue el túnel más largo del país cuando se abrió el 20 de abril de 2000.
A partir del 1 de abril de 1990, su construcción se llevó a cabo por la empresa conjunta Kutlutaş y Dillingham con el Nuevo método austríaco de Túneles (NATM). El costo del túnel ascendió a 121 millones de dólares estadounidenses. 